# Fuad Kanan Matta

Fuad Kanan Matta (São Paulo, 6 de dezembro de 1928 – Rio de Janeiro, 9 de maio de 2006) foi um engenheiro civil brasileiro.
Formado pela Escola Nacional de Engenharia da Universidade do Brasil, atual Escola Politécnica da Universidade Federal do Rio de Janeiro, atuou como engenheiro na Companhia Construtora Nacional. Foi responsável pela construção do Museu de Arte Moderna do Rio de Janeiro (MAM Rio), projetado pelo arquiteto Afonso Eduardo Reidy em 1954. A obra, coordenada pela engenheira Carmen Portinho, representou um desafio para a engenharia moderna devido à complexidade estrutural imposta pelo projeto arquitetônico.
Matta também participou da construção de parte do Congresso Nacional, em Brasília, além de outras obras de grande porte no Brasil. 